# 竹馬陣
竹馬陣是一個以十二生肖為表演形態的南管陣頭，現為台南市新營區土庫里土安宮（主祀田都元帥雷海清）的專屬陣頭。於2007年經文化部、臺南市政府核定為臺南市定傳統表演藝術，亦是首批登錄傳統表演藝術之陣頭。

## 緣流
竹馬陣據傳是屬於清朝時中國大陸南方的劇種，不過現在大陸已失傳亦不見文獻記載。據傳清雍正9年（1732年），一位竹馬陣師傅攜帶「田都元帥」金身乙尊輾轉至山東後，再自山東蒞台，首先落腳於屏東；最後與所信奉的「田都元帥」定居於台南市新營區土庫里，田都元帥威靈顯赫，有求必應，於是成為土庫的守護神，村民建廟奉祀名為「土安宮」。由於竹馬陣的地域性和宗教性非常強烈，多年來並未流傳到其他地方，因此在臺灣僅有臺南市新營區土庫一地有竹馬陣的演出。
竹馬陣命名自十二生肖中的「馬」，意思是祈求「祿馬交馳，大富大貴」；另有一說是馬在十二生肖中扮成「白馬書生」，在古代以讀書人為貴的觀念下，乃將此十二藝陣命名為「竹馬陣」；也有人說是十二生肖各角色穿掛竹製道具，如同騎竹馬，才叫竹馬陣。

## 形式
竹馬陣以十二生肖為角色，進行宗教儀式的藝陣和戲曲的演出。由12名演員出陣，無女性演員，除了有祈福鎮煞作用，其中包涵南管樂器演奏，梨園的身段、唱腔，亦為當地農閒的娛樂。全部以歌唱藝弄作為表演，一組完整的藝弄演出包括有「環繞藝弄」、「按生肖順序，各自表演一次」、「對弄及三人弄」的一組完整的藝弄演出。是歌唱演奏之音樂近似南管樂，約有一百首樂曲，如〈元宵十五〉、〈看燈十五〉、〈將軍走〉、〈陳三五娘〉、〈牽君手雙〉等，每曲名稱都有特定劇情含意均呈現在唱詞哩，歌唱時一曲接一曲依照劇情發展的連貫性。:169
由於竹編十二生肖模型技術已逐漸失傳，改以服飾代之，並在臉上依照生肖的屬性畫上面譜或戴上頭冠。如「龍」扮者臉上塗以紅色底，再畫面譜；戴上龍的頭冠。旦角則頭飾珠花彩帶，不畫面譜。演員不具有上下場的觀念，屬落地掃演出型態。演員妝扮屬於醜扮，演員人數以二人與三人為主，但三人演出有時並不是為了劇情所需，而是為演出排場之美觀而安排；演出場地為平地上的廣場，可讓觀眾四面可欣賞；演員的身段動作相當簡單，並不斷重複表現，而且演出行進是以前後方向為主。:27
另外，竹馬陣有一個習俗，只能傳當地人，且傳男不傳女。至今僅存的演出藝人不過10多位，平均年齡60幾歲，迫使竹馬陣有後繼無人，藝陣有失傳可能。